# Hext (Oklahoma)
Hext è una piccola comunità non incorporata rurale sulla U.S. Highway 66 nella contea di Beckham, Oklahoma, Stati Uniti. La città prende il nome da un residente locale, William Hext.
Aveva un ufficio postale dal 4 giugno 1901, fino al 29 novembre 1902.
La stazione di servizio in pietra sulla vecchia Route 66 è stata trasformata in una casa e le pompe sono state rimosse.
Non sono presenti aziende nell'area. Le principali attività economiche dell'area sono l'agricoltura e l'allevamento di cavalli.